# Sénat Diepgen I
Ville-Land de Berlin-Ouest
Weizsäcker Diepgen II
Le sénat Diepgen I (en allemand : Senat Diepgen I) est le gouvernement de la ville-Land de Berlin-Ouest entre le 9 février 1984 et le 18 avril 1985, sous la 9e législature de la Chambre des députés.

## Historique
Dirigé par le nouveau bourgmestre-gouverneur chrétien-démocrate Eberhard Diepgen, ce gouvernement est constitué et soutenu par une « coalition noire-jaune » entre l'Union chrétienne-démocrate d'Allemagne (CDU) et le Parti libéral-démocrate (FDP). Ensemble, ils disposent de 72 députés sur 132, soit 54,5 % des sièges de la Chambre des députés.
Il est formé à la suite de la démission de Richard von Weizsäcker, au pouvoir depuis juin 1981. Il succède à son gouvernement, constitué et soutenu par une coalition identique.

### Formation
Au mois de novembre 1983, la CDU décide de faire de Weizsäcker son candidat à l'élection présidentielle fédérale du 23 mai 1984. Sa victoire étant assurée, il remet sa démission trois mois et demi avant la tenue du scrutin.
Diepgen, président du groupe parlementaire CDU berlinois, est choisi par ses pairs pour lui succéder au détriment de la sénatrice Hanna-Renate Laurien. Il entre en fonction le 9 février 1984 et reconduit à l'identique la composition de l'exécutif.

### Succession
Au cours des élections régionales du 10 mars 1985, la CDU enregistre un léger recul qui se trouve totalement compensé par la progression du FDP et la majorité parlementaire se trouve ainsi reconduite. En conséquence, Diepgen constitue son deuxième cabinet.

## Composition
- Les nouveaux sénateurs sont indiqués en gras, ceux ayant changé d'attributions en italique.

| Portefeuille                                                           | Titulaire | Titulaire            | Parti |
| ---------------------------------------------------------------------- | --------- | -------------------- | ----- |
| Bourgmestre-gouverneur                                                 |           | Eberhard Diepgen     | CDU   |
| Bourgmestre Sénateur à l'Intérieur                                     |           | Heinrich Lummer      | CDU   |
| Sénateur aux Travaux publics et au Logement                            |           | Klaus Franke         | CDU   |
| Sénateur aux Finances                                                  |           | Gerhard Kunz         | CDU   |
| Sénateur à la Santé, aux Affaires sociales et à la Famille             |           | Ulf Fink             | CDU   |
| Sénateur à la Justice                                                  |           | Hermann Oxfort       | FDP   |
| Sénatrice aux Questions scolaires, à la Jeunesse et aux Sports         |           | Hanna-Renate Laurien | CDU   |
| Sénateur aux Affaires fédérales                                        |           | Rupert Scholz        | CDU   |
| Sénateur aux Affaires culturelles                                      |           | Volker Hassemer      | CDU   |
| Sénateur à la Science et à la Recherche                                |           | Wilhelm Kewenig      | CDU   |
| Sénateur au Développement urbain et à la Protection de l'environnement |           | Horst Vetter         | FDP   |
| Sénateur au Travail                                                    |           | Edmund Wronski       | CDU   |
| Sénateur à l'Économie et aux Transports                                |           | Elmar Pieroth        | CDU   |